# Richard Neville (5e comte de Salisbury)
Pour les articles homonymes, voir Richard Neville.
Richard Neville (1400 – 31 décembre 1460), 5e comte de Salisbury de 1428 à 1460, est un baron anglais et leader yorkiste durant la guerre des Deux-Roses.

## Biographie

### Origines et ascension
Richard Neville est le fils aîné de Ralph Neville, 1er comte de Westmorland, et de Jeanne Beaufort, demi-sœur du roi Henri IV d'Angleterre. Son père a déjà eu plusieurs enfants de son premier mariage. Richard épouse avant février 1421 Alice Montagu, seule héritière de Thomas Montaigu, 4e comte de Salisbury et d’Éléonore Holland. Ils assistent au couronnement de l'épouse d'Henri V, Catherine de France. Bien que Thomas Montaigu se remarie avec Alice Chaucer en 1424, ce mariage reste sans issue. À sa mort en 1428 au cours du siège d'Orléans, Alice Montagu hérite de ses titres, ce qui permet à Richard de devenir comte de Salisbury de jure uxoris le 7 mai 1429.
À la mort de son père Ralph en 1425, Richard, aîné des fils de ce dernier par son second mariage, entre en conflit avec le petit-fils de Ralph par son premier mariage, lui aussi prénommé Ralph. Ralph Neville hérite du titre de comte de Westmorland. Cependant, Jeanne Beaufort reçoit également des terres selon les clauses du testament de Ralph. Richard hérite des terres de sa mère à sa mort en 1440. Le jeune Ralph intente plusieurs procès à Richard et parvient à un accord en 1443 grâce à une médiation du roi Henri VI. Richard ressort avantagé de cet arrangement car il reçoit les terres de Middleham et de Sheriff Hutton, tandis que Ralph ne conserve que le château de Raby.
En 1420, Richard est nommé Gardien des Marches écossaises de l'Ouest. Il reçoit ainsi une rente annuelle de 1 500 £ en temps de paix, rente qui est quadruplée en cas de guerre entre l'Écosse et l'Angleterre. Il semble avoir gardé l'estime d'Henri V car ce dernier le nomme également juge de paix dans le Cumberland et le Westmorland. Richard accompagne Henri VI en France en 1431 à l'occasion de son couronnement en tant que roi de France. En 1436, il abandonne ses postes et accompagne son beau-frère Richard d'York, cousin du roi Henri VI, pour combattre en France. Il revient en Angleterre l'année suivante. En novembre 1437, il fait son entrée au Conseil du Roi et s'empresse également de marier son fils Richard et sa fille Cécile aux héritiers de Richard de Beauchamp, 13e comte de Warwick. Richard deviendra comte de Warwick de jure uxoris en 1449.

### Querelle avec les Percy
Les Percy avaient aidé d'une aide précieuse à Henri Bolingbroke lorsque celui-ci avait destitué Richard II en 1399. Bolingbroke, devenu le roi Henri IV, se montra peu reconnaissant envers les Percy. Henry Percy, 1er comte de Northumberland, et son fils Harry Hotspur se rebellèrent contre le roi en 1403. Hotspur fut tué à la bataille de Shrewsbury tandis que Northumberland s'enfuit et tenta plusieurs rébellions avant d'être tué à bataille de Bramham Moor en 1408. En 1413, Henry Percy, fils d'Hotspur, fut pardonné par le nouveau roi Henri V. Il retrouva son titre de comte de Northumberland et la garde des Marches écossaises de l'Est. Or, les Percy possédaient également avant leurs rébellions la garde des Marches écossaises de l'Ouest. Ces Marches de l'Ouest avaient cependant été données à Ralph Neville en 1405 par Henri IV pour sa fidélité. Les Percy considéraient donc les Neville comme des parvenus. 
Henri V et son successeur Henri VI tentent de maintenir une certaine concorde entre les Percy et les Neville. Lors de la minorité d'Henri VI, le régent Humphrey de Lancastre charge Northumberland et Richard Neville de défendre la frontière face aux incursions écossaises. Northumberland et Salisbury renoncent à leurs postes de gardiens des Marches respectivement en 1434 et 1435, car le roi ne les aide pas assez financièrement et matériellement. Ce manque de coordination conduit à la défaite des Anglais lors d'un raid écossais à Piperdean en 1436. Northumberland retrouve sa position de gardien des Marches de l'Est en 1440. Les relations entre Percy et Neville sont à ce moment-là globalement pacifiques.
Les tensions entre Neville et Percy, d'abord limitées par Henri VI, s'enveniment en 1448 lors de la bataille de Sark. L'armée anglaise menée par Northumberland est défaite par les troupes écossaises. Lord Poynings, fils aîné de Northumberland, est capturé. Salisbury perd dans la bataille 2000 chevaux et est exclu des négociations. Les relations entre Salisbury et Northumberland tournent à l'affrontement national car Salisbury trouve un allié en la personne de Richard d'York, exilé en Irlande depuis 1447. Richard conteste la politique du roi Henri VI, qui est contrôlé par les ducs de Suffolk et de Somerset. En 1452, le duc d'York, revenu d'Irlande, lève une armée contre Somerset mais est invité par le roi à négocier, ce dernier acceptant certaines de ses demandes. Le 24 août 1453, une escarmouche éclate entre Salisbury et Northumberland à Heworth, près d'York. Salisbury, qui revenait du mariage de son fils Thomas, est attaqué par 1 000 soldats commandés par Northumberland. Salisbury et ses alliés parviennent néanmoins à se défendre avec ténacité.

### Éclatement de la guerre civile
Henri VI subit un choc mental en août 1453 en apprenant la défaite de Castillon. Il semble avoir hérité de la schizophrénie de Charles VI. Le roi souffre notamment d'hallucinations et ne réagit même pas à la naissance de son fils, Édouard de Westminster, le 13 octobre 1453. Le cardinal John Kemp, Lord grand chancelier, meurt le 22 mars 1454, ce qui laisse le poste de chef du Conseil royal vacant. Cette situation pousse Richard d'York, avec l'aide des comtes de Salisbury et de Warwick à écarter du pouvoir la reine Marguerite et à se proclamer Lord Protecteur du royaume le 27 mars 1454. Somerset est emprisonné à la Tour de Londres et York fait entrer au Conseil du roi ses alliés.
La maison de Salisbury à York est mise à sac par Northumberland le 6 mai 1454. Northumberland est convoqué par le Conseil du duc d'York le 12 juin 1454. Salisbury réagit et défait le 31 octobre suivant Northumberland à Stamford Bridge. Le retour du roi à ses sens à la Noël 1454 contrarie les ambitions du duc d'York qui est écarté de la cour en février 1455 par la reine Marguerite d'Anjou. Cette dernière noue des alliances contre York et conspire avec d'autres nobles pour réduire son influence. Elle forme ainsi le clan des Lancastriens. York, de plus en plus pressé, recourt finalement aux armes en mai 1455. York, assisté par Salisbury et Warwick, bat les troupes royales lors de la bataille de St Albans le 22 mai 1455. Somerset et Northumberland sont tués, ce qui satisfait en grande partie York et Salisbury. Les troupes yorkistes découvrent le roi Henri VI abandonné par son escorte. Il venait de subir une seconde crise de folie. York et ses alliés recouvrent leur position influente, et pendant quelque temps les deux côtés paraissent choqués qu'une bataille réelle se soit déroulée, si bien qu'ils font tout leur possible pour apaiser leurs différends. Puisque le roi est malade, York est de nouveau nommé Protecteur et la reine Marguerite, chargée de soigner le roi, est écartée du pouvoir. Quatre années passent ainsi dans un climat de paix extrêmement fragile. 

### Mort
Les hostilités reprennent en septembre 1459. Les troupes yorkistes du comte de Salisbury battent celles du roi à Blore Heath le 23 septembre. Le 12 octobre, Henri VI défait à Ludford Bridge la puissante armée du duc d'York. York s'enfuit en Irlande tandis que Salisbury, Warwick et le fils aîné d'York, Édouard, comte de March s'exilent à Calais. Ils sont tous déchus de leurs droits civiques par le Parlement le 20 novembre. Les Lancastriens contrôlent de nouveau la situation. Cependant, les Yorkistes commencent à lancer des raids sur la côte anglaise depuis Calais, ajoutant ainsi un sentiment de chaos et de désordre. Salisbury, Warwick et March envahissent l'Angleterre à l'été 1460. À la bataille de Northampton le 10 juillet 1460, Warwick fait le roi prisonnier, à nouveau frappé d'une crise de folie. Les Yorkistes, sous le commandement de Salisbury, entrent peu après à Londres. Richard d'York revient d'Irlande et revendique le trône. Il obtient finalement du Parlement d'être nommé une troisième fois Lord Protecteur et est désigné héritier du trône le 25 octobre par l'Acte d'Accord, au détriment du prince Édouard de Westminster.

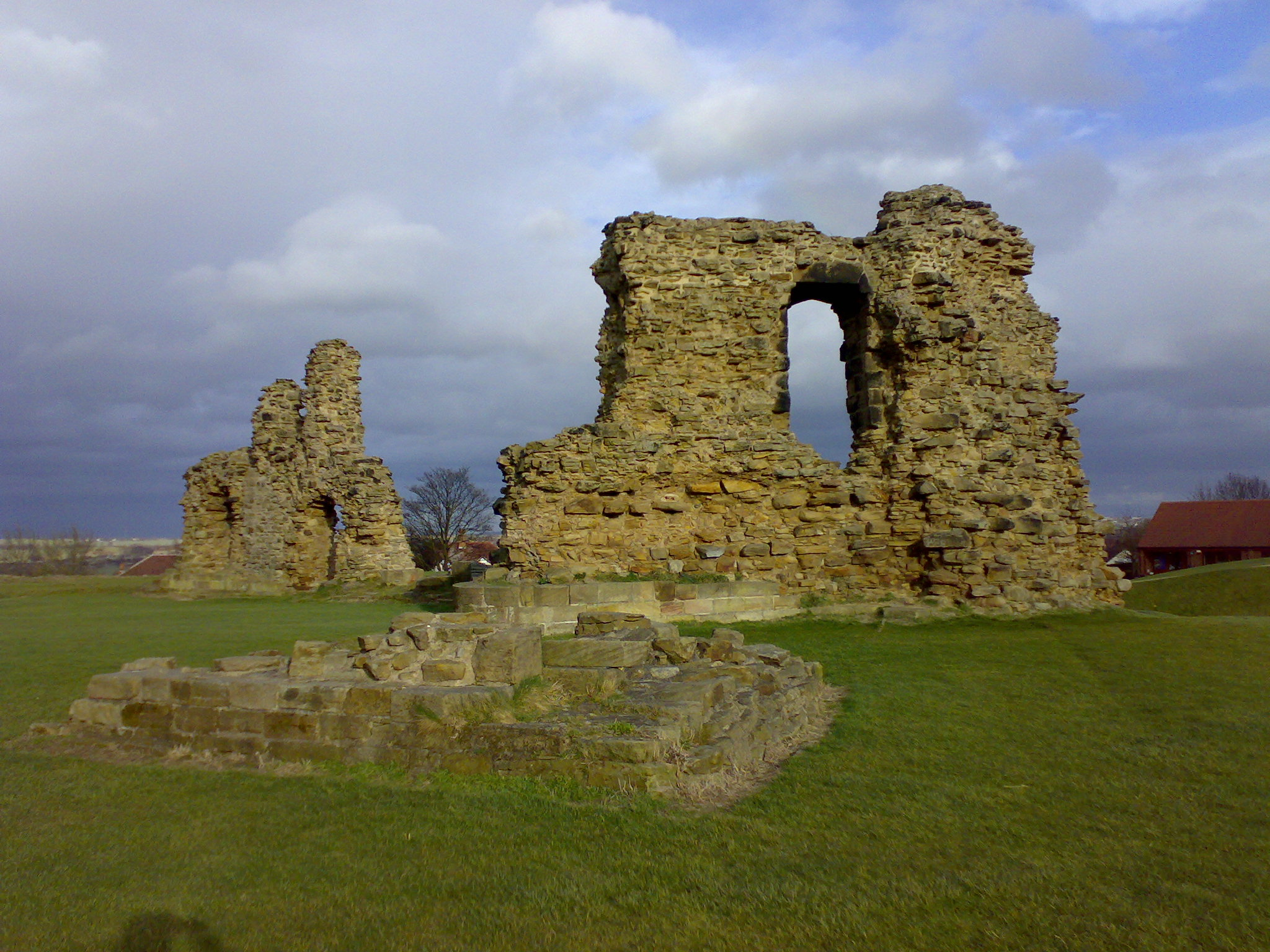
Ruines du château de Sandal

Le duc d'York quitte Londres en novembre 1460 avec le comte de Salisbury pour consolider sa position au nord contre l'armée de Marguerite d'Anjou, dont on disait qu'elle s'était regroupée près de la ville d'York. Richard d'York occupe une position défensive au château de Sandal, près de Wakefield, à Noël 1460. Bien que l'armée de Marguerite l'emporte en nombre sur celle de Richard à plus de deux contre un, le 30 décembre York ordonne à ses forces de quitter le château et de passer à l'attaque. Son armée subit une défaite cuisante à la bataille de Wakefield. York lui-même est tué dans la bataille tandis que Salisbury, qui tente de s'enfuir, est capturé et décapité le lendemain. Marguerite d'Anjou ordonne que leurs têtes soient placées sur les portes d'York. À sa mort, son fils aîné, le comte de Warwick, hérite de ses titres.

## Généalogie

### Mariage et descendance
En 1420, Richard Neville épouse Alice Montagu (1407-1462), fille et héritière du comte de Salisbury Thomas Montagu. Ils ont douze enfants :
- Jeanne (v. 1424-1462), épouse William FitzAlan ;
- Cécile (v. 1425-1450), épouse Henry de Beauchamp, puis John Tiptoft ;
- Richard (1428-1471), comte de Warwick, "le faiseur de rois" ;
- Thomas (v. 1429-1460), chevalier ;
- Alice (v. 1430-1503), épouse Henry FitzHugh ;
- John (v. 1431-1471), marquis Montagu ;
- George (1432-1476), archevêque d'York ;
- Éléonore (v. 1438-1472), épouse Thomas Stanley ;
- Ralph (v. 1440, mort jeune) ;
- Catherine (1442-1504), épouse William Bonville, puis William Hastings ;
- Margaret (v. 1444-1506), épouse John de Vere ;
- Robert (v. 1446, mort jeune).